# Carbajo
Carbajo é um município raiano da Espanha na comarca de Valência de Alcântara, província de Cáceres, comunidade autónoma da Estremadura. Tem 28,1 km² de área e em 2021 tinha 198 habitantes (densidade: 7 hab./km²).

## Demografia
| Variação demográfica do município entre 1991 e 2004 [carece de fontes?] | Variação demográfica do município entre 1991 e 2004 [carece de fontes?] | Variação demográfica do município entre 1991 e 2004 [carece de fontes?] | Variação demográfica do município entre 1991 e 2004 [carece de fontes?] |
| ----------------------------------------------------------------------- | ----------------------------------------------------------------------- | ----------------------------------------------------------------------- | ----------------------------------------------------------------------- |
| 1991                                                                    | 1996                                                                    | 2001                                                                    | 2004                                                                    |
| 313                                                                     | 310                                                                     | 259                                                                     | 251                                                                     |